# Покровская крепость
Покровская крепость — сторожевое укрепление Тоболо-Ишимской линии, находится на территории бывшей деревни Покровка Марьяновского района Омской области на северном берегу Покровского озера, является памятником истории.
Восьмиугольная крепость занимала площадь 6 га. Укрепление усилено земляными обсыпками, рвом и бастионами, которые как стрелы, далеко выдвинуты вперед, обеспечивая фланкирование подступов. Ширина рвов — 13 м, глубина — 2,5 м. На территории крепости находились пороховой погреб, провиантской магазин, офицерские дома, казармы, сени, конюшня, кладовой амбар, караульная изба, баня.
В начале XIX века, со строительством железной дороги, крепость утратила военное назначение.